# Катков, Александр Васильевич
Александр Васильевич Катков (28 августа 1896 — 12 февраля 1947) — генерал-лейтенант (15.09.1943). Советской Армии, участник Гражданской войны.

## Биография
Александр Катков родился в 1896 году. Служил в Русской императорской армии с августа 1915 года, окончил школу прапорщиков в 1917 году. Участник Первой мировой войны.
В марте 1919 года вступил в Рабоче-крестьянскую Красную Армию. Участвовал в боях Гражданской войны на Восточном, Южном и Юго-Западном фронтах. Был помощником командира роты, командиром батальона, с 1920 года — командиром отдельного учебного батальона, начальником дивизионной школы.
В 1920 году он окончил курсы командиров полков при Высшей стрелковой школе комсостава РККА «Выстрел». С октября 1921 по апрель 1923 года учился в Военной академии РККА, которую вынужден был оставить из-за тяжелой длительной болезни. Однако после выздоровления в 1924 году продолжил учёбу и в 1926 году окончил Военную академию РККА имени М. В. Фрунзе. С 1922 года служил помощником командира полка, с ноября 1924 — командиром 79-го стрелкового полка, с ноября 1926 года был сначала комиссаром, а затем командиром 40-го стрелкового полка 14-й стрелковой дивизии Московского военного округа (Владимир). С марта 1930 года служил в Управлении Штаба РККА начальником отдела 5-го Управления Штаба РККА, с марта 1931 — помощник начальника сектора в Управлении боевой подготовки РККА..
С января 1935 года Катков преподавал в Военной академии имени М. В. Фрунзе: начальник кафедры общей тактики, с марта 1935 — начальник и военный комиссар 1-го курса основного факультета академии, с января 1937 преподаватель кафедры общей тактики. С августа 1937 года командовал 97-й стрелковой дивизией. С сентября 1939 года занимал должность сначала заместителя начальника, с сентября 1940 начальник 4 отдела Управления высших военно-учебных заведений РККА. Был одновременно с 1940 года председателем Высшей аттестационной комиссии Московской государственной консерватории.
С июня 1941 года был начальником штаба, а в ноябре 1941 — феврале 1945 года — командующим войсками Уральского военного округа. В 1943 году ему было присвоено звание генерал-лейтенанта. Под его руководством округ сформировал и обучил большое количество воинских частей и соединений для действующей армии, особое внимание уделялось подготовке танковых частей. С февраля 1945 года А. В. Катков находился в распоряжении Главного управления кадров НКО СССР. С мая 1946 года был старшим преподавателем Высшей военной академии имени К. Е. Ворошилова. Скончался в 1947 году, похоронен на Новодевичьем кладбище Москвы.
Был награждён двумя орденами Ленина (12.11.1943, 21.02.1945), двумя орденами Красного Знамени (22.01.1942, 3.11.1944), орденом Красной Звезды (15.06.1940) и рядом медалей.

## Воинские звания
- Полковник (5.12.1935)
- Комбриг (4.11.1937)
- Комдив (2.04.1940)
- Генерал-майор (4.06.1940)
- Генерал-лейтенант (15.09.1943)